# 卢瑞亚-德尔布吕克实验

卢瑞亚-德尔布吕克实验的两种可能性。 （A）如果通过培养基诱导突变，则预期大约相同数目的突变体出现在每个平板上。 （B）如果突变在接种之前的细胞分裂期间自发发生，则每个平板将具有高度可变数目的突变体。

卢瑞亚-德尔布吕克实验是指生物学家萨尔瓦多·卢瑞亚与马克斯·德尔布吕克在1943年所做的一些生物学实验，这些实验证实细菌对噬菌体的抵抗能力主要来自于自然选择而非适应性变异。